# Paco El Barbero
Pour les articles homonymes, voir Barbero.
Francisco Sánchez Cantero, né à Cadix ou Séville (Andalousie, Espagne) en 1840 et mort à Séville (Andalousie, Espagne) en 1910 et connu sous le nom de scène de Paco El Barbero, est un guitariste espagnol de flamenco. 

## Biographie
Paco El Barbero, coiffeur de profession, a été le disciple de José Patiño González plus connu sous son nom d'artiste Maestro Patiño. 
Il a été directeur d'une académie à Séville et maître de Javier Molina. En 1885, il offre deux récitals de guitare au Centre philharmonique de Cordoue dans lesquels il interprète du flamenco et des pièces de guitare classique.